# Karl Gewald

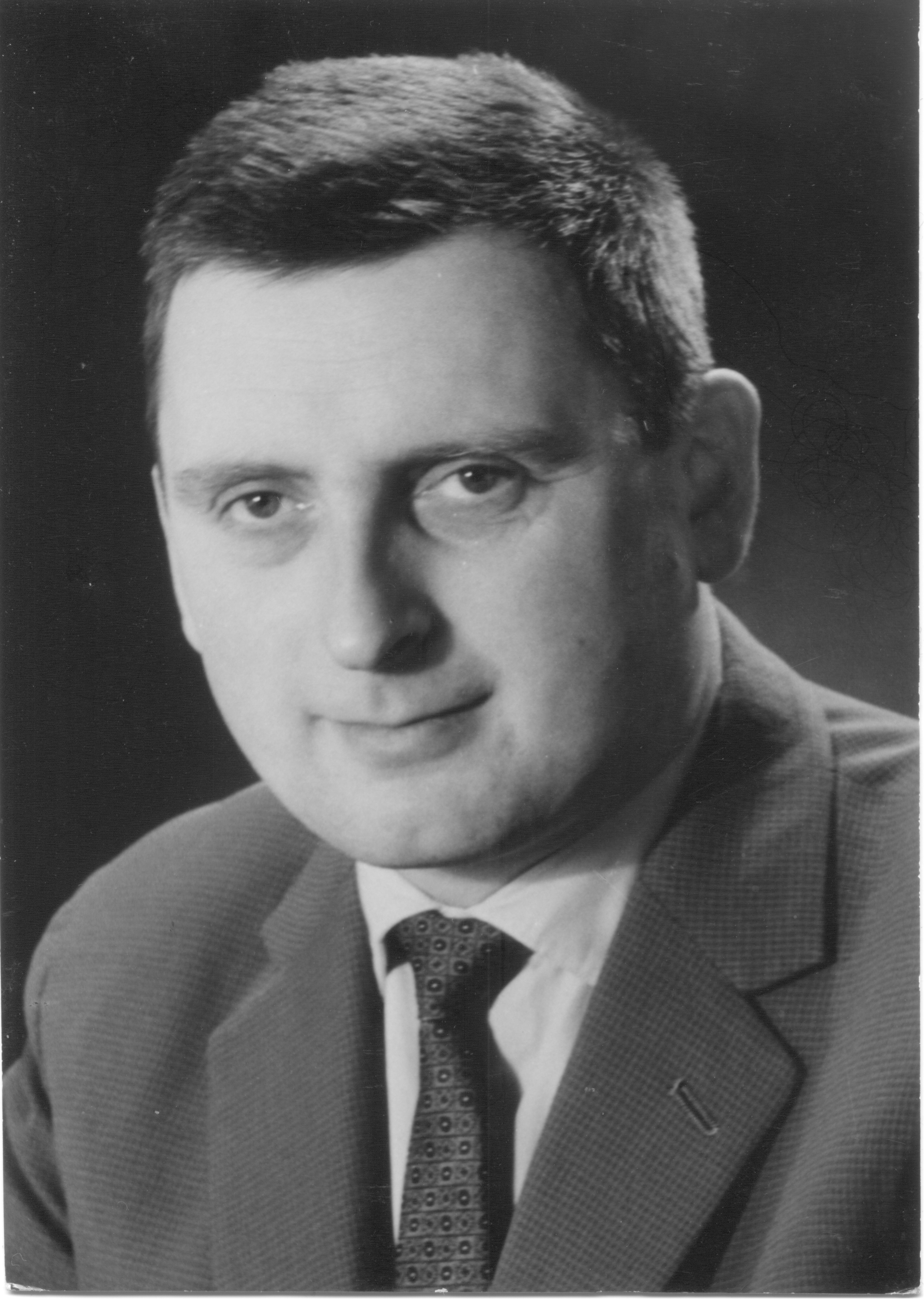
Karl Gewald (1968)

Karl Friedrich Gewald (* 1. August 1930 in Kaiserswalde, Kreis Habelschwerdt, Niederschlesien; † 8. September 2017 in Dresden) war ein deutscher Chemiker, der als außerordentlicher Professor für organische Chemie an der Technischen Universität Dresden wirkte. Nach ihm ist die Gewald-Reaktion benannt.

## Leben
Karl Gewald war 1944/45 Lehrling in der Kristallhütte in Kaiserswalde und arbeitete nach seiner Ausbildung 1945/46 als Schleifer in der Schleiferei Pangratz in Kaiserswalde.
Nach der kriegsbedingten Vertreibung aus seiner Heimat 1946 war er mehrere Jahre als Landarbeiter in Friedersdorf bei Görlitz tätig. Seit 1949 lernte er an der ABF an der Technischen Hochschule Dresden und erwarb 1951 das Zeugnis der Hochschulreife. Er studierte an der Technischen Hochschule Dresden Chemie. Zunächst war er als Assistent, später als Oberassistent am Institut für Organische Chemie und Leiter der Außenstelle Pirna-Copitz der TH/TU Dresden tätig. Er wurde 1959 mit einer Arbeit „Über Darstellung und Reaktionen von Thiazolinen und Thiazolen, ausgehend von Mercaptoacetaten, aromatischen Aldehyden und Ammoniak“ promoviert. Sein Doktorvater war Friedrich Asinger. Die Habilitation (Thema: „Synthesen von Heterocyclen aus CH-aciden Nitrilen“) erfolgte 1964. Nebenamtlich war er im Arzneimittelwerk Dresden in Radebeul beschäftigt. Seit 1966 arbeitete er als Dozent, seit 1969 als Hochschuldozent für Organische Chemie an der Technischen Universität Dresden. 1985 wurde Gewald zum außerordentlichen Professor berufen. 1988/1989 war er Gastprofessor an der Technischen Universität Wien bei Fritz Sauter. Er folgte 1992 einem Ruf auf die Professur Spezielle Organische Chemie II an der Technischen Universität Dresden. Gewald wurde 1995 emeritiert.
Gewald war seit 1957 mit seiner Schulfreundin Sophie Theresia Stumpf verheiratet und Vater zweier erwachsener Kinder.

## Wissenschaftliche Leistungen
Gewald wurde international bekannt durch die von ihm entdeckte Gewald-Reaktion, eine Mehrkomponentenreaktion zur Herstellung von Heterocyclen, speziell Aminothiophenen. Er veröffentlichte 173 Publikationen und Patente, die sich hauptsächlich mit neuen Heterocyclen-Synthesen befassen.
Gewald ist Co-Autor des Praktikumslehrbuchs Organikum mit einer Gesamtauflage von fast 400.000 Exemplaren. Dieses Standardwerk liegt inzwischen in 24 Auflagen vor und wurde in zehn Sprachen übersetzt.

### Veröffentlichungen (Auswahl)
- K. Gewald: Reaktion von Malonsäuredinitril mit α-Aminoketonen, Z. Chem. 1961, 1, 349.
- K. Gewald: Heterozyklen aus CH-aciden Nitrilen. III. Einfache Synthese von 2-Aminothiophenen, Z. Chem. 1962, 2, 305–306.
- K. Gewald; E. Schinke; H. Böttcher: Heterozyklen aus CH-aciden Nitrilen. VIII. 2-Aminothiophene aus methylenaktiven Nitrilen, Carbonylverbindungen und Schwefel, Chem. Ber. 1966, 99, 94–100.
- K. Gewald; E. Schinke: Heterozyklen aus CH-aciden Nitrilen. X. Reaktion von Aceton mit Cyanessigester und Schwefel, Chem. Ber.  1966, 99, 2712.
- K. Gewald; G. Neumann; H. Böttcher: Heterozyklen aus CH-aciden Nitrilen. XI. Neue Synthese von 2-Aminothionaphthenen, Z. Chem. 1966, 6, 261.
- R. Mayer; K. Gewald: Action of carbon disulfide and sulfur on enamines, ketimines, and CH acids, Angew. Chem. Int. Ed. Engl. 1967, 6, 294–306.
- K. Gewald, P. Bellman, H.-J. Jaensch: Neue Synthese von 4-Aminoisothiazolen, Z. Chem. 1975, 15, 18–19.
- K. Gewald: Synthesen und Reaktionen von 2-Aminothiophenen, Khim. Geterotsik. Soed. 1976, 1299–1315.
- K. Gewald: Neuere heterozyclische Zwischenprodukte für die Azokupplung durch Cyclisierung von Nitrilen Chimia, 1980, 34, 101–110.
- K. Gewald: Recent syntheses of heteroaromatic amines by cyclizations of nitriles, Lectures in Heterocyclic Chem. 1981, 6, 121–138.

## Auszeichnungen
- 1995, Hermann-Kolbe-Preis, Arzneimittelwerk Dresden / ASTA Medica
- 2006, A. N. Kost-Medaille, Lomonossow-Universität Moskau und Mendeleev Russian Chemical Society